# Andrea Zanzotto
Andrea Zanzotto (Pieve di Soligo, 10 de outubro de 1921 - 18 de outubro de 2011) foi um poeta e escritor italiano, filho de Giovanni e Carmela Bernardi. Em suas obras trata do amor a sua terra natal.